# Christian Mejdahl

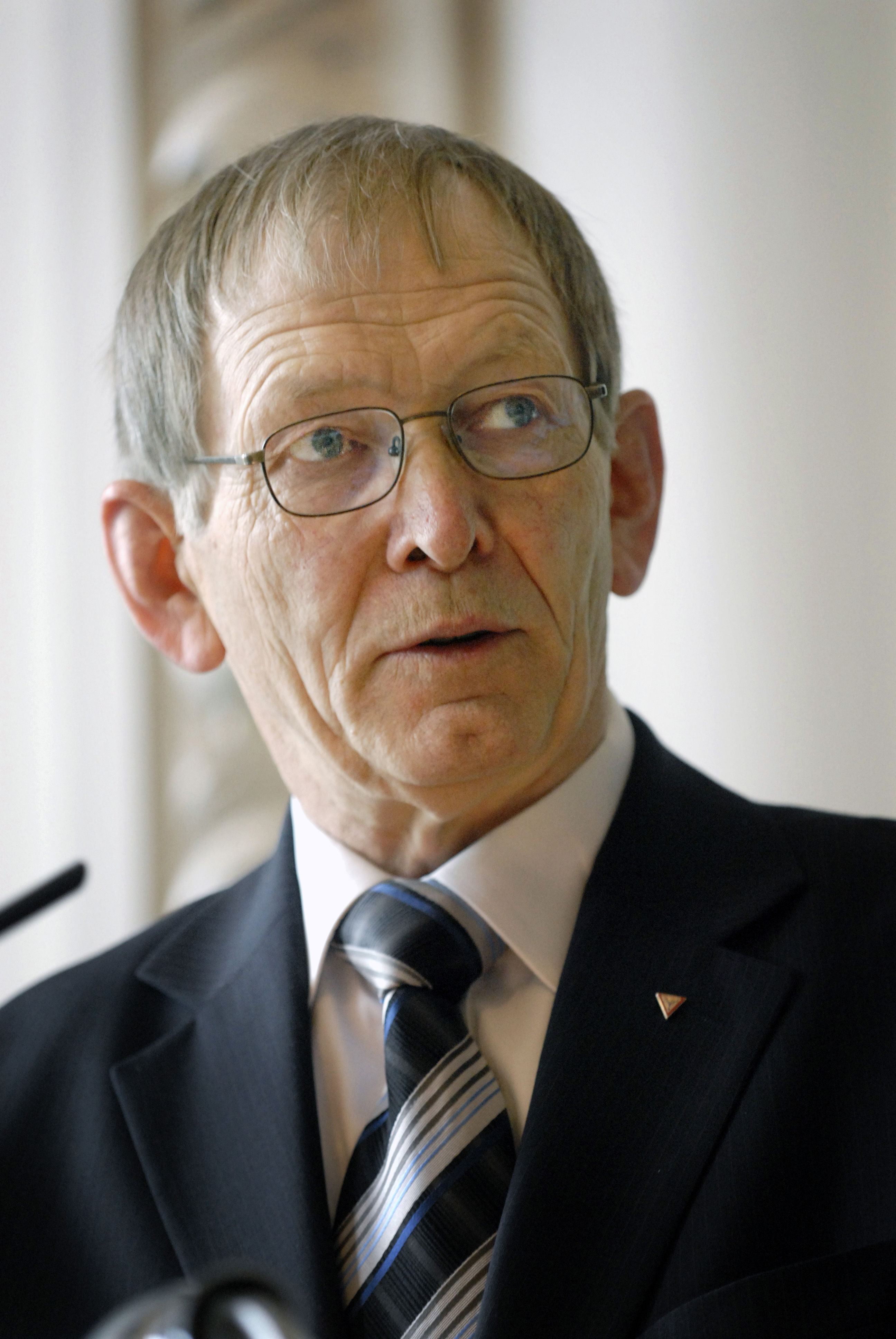
Christian Mejdahl (2006)

Christian Mejdahl (* 31. Dezember 1939 in Tverå, Färöer) ist ein dänischer Landwirt und Politiker der Venstre, der von 1987 bis 2007 Mitglied sowie zwischen 2003 und 2007 Präsident des Parlaments (Folketing) war.

## Leben
Christian Mejdahl, Sohn des Propstes Erik C. L. Mejdahl und der Hausfrau Johanne Katrine Mejdahl, besuchte von 1946 bis 1954 die Volksschule (Folkeskole) sowie zwischen 1955 und 1956 die Sekundarschule in Nørre Nissum und absolvierte daraufhin eine Ausbildung zum Landwirt, in deren Verlauf von 1961 bis 1962 auch die Landwirtschaftsschule (Landbrugsskole) in Hammerum absolvierte. Er war zwischen 1965 und 2000 als Landwirt tätig und begann sein politisches Engagement für die Liberale Partei (Venstre) in der Kommunalpolitik als Mitglied des Gemeinderates von Oudrup, dem er von 1969 bis 1985 angehörte. Er war zugleich von 1970 bis 1988 Mitglied des Gemeinderates sowie zwischen 1974 und 1988 Bürgermeister der Løgstør Kommune, zu der Oudrup gehörte. Ferner war er zwischen 1978 und 1985 Mitglied des Propsteiausschusses von Vesthimmerland sowie von 1981 bis 1988 Vorstandsmitglied der Verkehrsbetriebe Region Nordjütland NT (Nordjyllands Trafikselskab), deren stellvertretender Vorsitzender er zwischen 1986 und 1988 war. Daneben engagierte er sich zwischen 1984 und 2000 als Vorstandsvorsitzender der Landwirtschaftsschule sowie in verschiedenen Funktionen in der Sparkasse Bikuben, deren Vorstandsmitglied er von 1986 bis 1996. Des Weiteren war er zwischen 1985 und 2001 des Gemeinderats des Finanzdienstleistungsunternehmens Nykredit in Himmerland.
Bei der Folketingswahl am 8. September 1987 wurde Mejdahl für die Venstre (V) im Wahlkreis „Nordjyllands Amtskreds“ erstmals zum Mitglied des Parlaments (Folketing) gewählt, dem er bis zum 13. November 2007 mehr als zwanzig Jahre lang angehörte. Während seiner Parlamentszugehörigkeit war er zwischen 1988 und 1990 stellvertretender Vorsitzender des Wohnungsbauausschusses und anschließend zwischen 1990 und 2001 stellvertretender Vorsitzender der Fraktion der liberalen Venstre im Parlament. Er wurde 1990 Mitglied des Hauptvorstands der Liberalen Partei und bekleidete zudem von 1990 bis 2001 die Funktion des Vorsitzenden des Ausschusses für Agrarpolitik der Venstre. Er war des Weiteren zwischen 1992 und 2003 Mitglied des Finanzausschusses des Parlaments sowie von 1998 bis 2003 Vorsitzender des Gemeinsamen Rates für Mineralressourcen in Grönland. Neben seiner Abgeordnetentätigkeit engagierte er sich von 1997 bis 2001 als Vorstandsmitglied der ehemaligen christlichen Rundfunk- und Fernsehgesellschaft KLF Kirke & Mediers, zwischen 1997 und 2003 als Vorstandsvorsitzender des Finanzdienstleistungsunternehmens Nykredit sowie von 1998 und 2001 als Mitglied des Vertreterausschusses der Dänischen Nationalbank (Danmarks Nationalbank).
Christian Mejdahl fungierte zwischen 2001 und 2003 als Vorsitzender Venstre-Fraktion im Folketing und außerdem vom 5. Dezember 2001 bis zum 30. September 2002 als einer der staatlichen Rechnungsprüfer (Statsrevisor), die überwachen, dass die Steuergelder so verwendet werden, wie es das Parlament beschlossen hat, und dass die Gelder so sinnvoll und effizient wie möglich verwaltet werden. Als Nachfolger seines Parteifreundes Ivar Hansen übernahm er am 18. März 2003 das Amt als Folketingets formand und bekleidete damit bis zum 13. November 2007 das Amt des Parlamentspräsidenten, woraufhin sein Parteifreund Thor Pedersen ihn in diesem Amt ablöste. Während dieser Zeit fungierte er darüber hinaus zwischen 2004 und 2006 als Vorsitzender der Parlamentarischen Arbeitsgruppe zu neuen Wahlkreisen infolge der Kommunalreform 2007, seit der es 98 Gemeinden in Dänemark gibt. Außerdem übernahm er von 2004 bis 2007 das Amt des stellvertretenden Vorsitzenden der grönländisch-dänischen Kommission zur Stärkung der grönländischen Selbstverwaltung (Selvstyre).

## Hintergrundliteratur
- Jette Hvidtfeldt: Med formandens tilladelse, Forlaget Sohn, 2006